# Korupcija u Hrvatskoj
Hrvatska ima značajne probleme sa sustavnom i političkom korupcijom. U usporedbi s drugim državama Europske unije, općenito je rangirana u pet najkorumpiranijih država članica.
Tijekom procesa pristupanja Europskoj uniji, Hrvatska je poduzela razne korake u suzbijanju korupcije. Uz promjene u pravnom i institucijalnom okviru, povećani su napori suzbijanja korupcije kroz razne državne agencije, kao i njihova suradnja na takvim problemima, no i dalje postoje prepreke poput neefikasnog pravosudnog sustava.
Neki od značajnih slučajeva bili su suđenje bivšem HDZ-ovom predsjedniku Vlade Ivi Sanaderu i afera Fimi media. Zbog primanja mita 2007. godine uhićeno je više javnih službenika Hrvatskog fonda za privatizaciju, gruntovnice u Zagrebu i drugih institucija. Kasnije je vođeno više slučajeva protiv visokih političkih dužnosnika, poput bivšeg ministra obrane Berislava Rončevića i bivšeg podpredsjednika Vlade Damira Polančeca.
Prva politička stranka u Hrvatskoj osuđena za korupciju bila je Hrvatska demokratska zajednica, kojoj je Vrhovni sud uslijed Sanaderove afere Fimi media dosudio novčanu kaznu od 3 500 000 kuna (464 529 eura) te oduzimanje 14,6 milijuna kuna.

## Statistika
Prema podacima iz 2012. godine, Ured za suzbijanje korupcije i organiziranog kriminaliteta (USKOK) do tada je progonio 2000 pojedinaca i postigao osude u 95 % slučajeva, iako su osude rijeđe dovele do zatvorskih kazni.
Nevladina organizacija Transparency International u svom Indeksu percepcija korupcije (engl. Corruption Perceptions Index) za 2024. godinu bodovala je Hrvatsku sa 47 boda na skali od 0 ("veoma korumpirano") do 100 ("veoma čisto"). Hrvatska se nalazila na 63. mjestu od 180 država na ljestvici gdje prvo mjesto odražava državu s najiskrenijim javnim sektorom.